# Barry Castle
Barry Castle (walisisk: Castell y Barri) er en ruin bestående af en lille portbygning med tilhørende mure fra en hal, de ligger i Romilly-distriktet i byen Barry i det sydlige Wales.  
Det er en listed building af anden grad.